# Speele
Speele is een deel van de gemeente Staufenberg in het landkreis Göttingen in Nedersaksen, Duitsland. Speele ligt aan de Uerdinger Linie, in het traditionele gebied van het Nordhessisch dialect.
Speele heeft een halte aan de spoorlijn Hannover - Kassel.

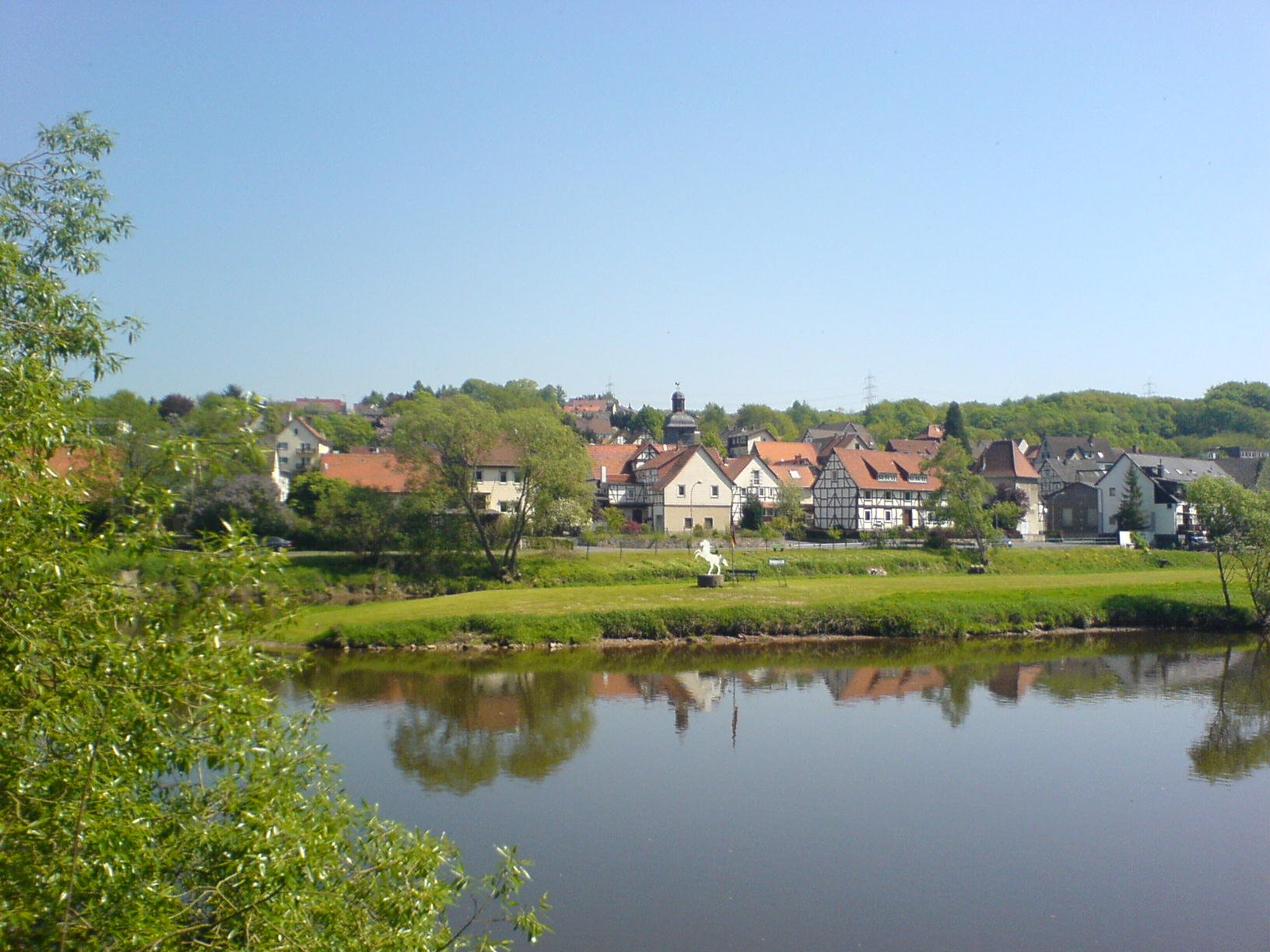
De Fulda bij Speele